# Samia ceramensis
Samia ceramensis är en fjärilsart som beskrevs av Eugène Louis Bouvier 1928. Samia ceramensis ingår i släktet Samia och familjen påfågelsspinnare. Inga underarter finns listade.